# Cyathula kilimandscharica
Cyathula kilimandscharica är en amarantväxtart som beskrevs av Karl Suessenguth och Beyerle. Cyathula kilimandscharica ingår i släktet Cyathula, och familjen amarantväxter. Inga underarter finns listade i Catalogue of Life.